# Indiana University

Universitets logotyp.

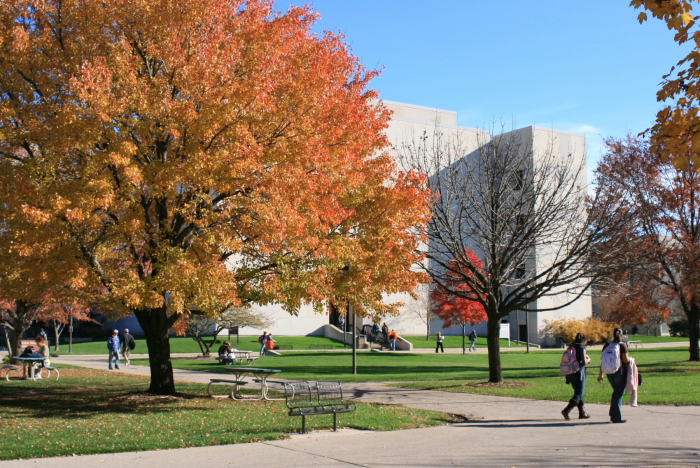
Indiana University Northwests campus.

Indiana University (IU) är ett offentligt, multi-campus-baserat universitet i delstaten Indiana i USA.

## Campus

### Huvudcampus
Universitetet, eller universitetsorganisationens, huvudcampus ligger i Bloomington och i Indianapolis. Förutom dessa huvudcampus har Indiana University också sex mindre campus och tre utbildningscenter, i olika delar av delstaten. 

### Mindre campus
De sju mindre campusområdena är:
- Indiana University Columbus (IU Columbus)
- Indiana University East (IU East)
- Indiana University Fort Wayne (IU Fort Wayne)
- Indiana University Kokomo (IU Kokomo)
- Indiana University Northwest (IU Northwest)
- Indiana University South Bend (IU South Bend)
- Indiana University Southeast (IU Southeast)

### Utbildningscentrum
- The Danielson Center i New Castle, Indiana.
- The Elkhart Center i Elkhart, Indiana.

## Kända alumner
- Mike Pence, USA:s vicepresident (2017–2021)
- Dan Quayle, USA:s vicepresident (1989–1993)